# Handen (roman)
Handen, med undertiteln Ett fall för Wallander, är en kriminalroman från 2013 av Henning Mankell. Romanen är den tolfte och sista som Mankell skrev om poliskommissarie Kurt Wallander. Romanen innehåller förutom ett fall med Wallander även ett uppslagsverk om den fiktive Wallanders värld med referenser till bland annat personer och platser som förekommit i böckerna om Wallander.

## Handling
Boken utspelar sig hösten 2002. Wallander som gått i husköpartankar blir erbjuden att köpa ett hus i närheten av där hans far en gång bodde. När Wallander går husesyn snubblar han över ett nedgrävt lik i trädgården som snart utvecklar sig till en mordgåta där Ystadpolisen måste gräva sig tillbaka 50 år i tiden.